# ザ・シューター/極大射程
『ザ・シューター/極大射程』（ザ・シューター/きょくだいしゃてい、Shooter）は、2007年のアメリカ合衆国のアクション映画。監督はアントワーン・フークア、出演はマーク・ウォールバーグ、マイケル・ペーニャ、ダニー・グローヴァーなど。政府組織によって大統領暗殺未遂犯に仕立てられた元アメリカ海兵隊の一流スナイパーが、真相を暴くアクション・スリラー映画。原作はスティーヴン・ハンターのボブ・リー・スワガー三部作の一作目、『Point of Impact』（邦題『極大射程』）。PG-12指定。

## ストーリー
アメリカ海兵隊武装偵察部隊（フォース・リーコン）所属の前哨狙撃兵であるボブ・リー・スワガー一等軍曹は、友人で観測手を務めるドニー・フェン上等兵と共にアフリカのエリトリア領内での秘密潜入作戦に従事していた。ところが、上官から聞かされていたよりも敵兵が多く、反撃を受けドニーは死亡し、スワガーも命からがら脱出に成功する。この件で政府や軍に不審を抱いたスワガーは除隊し、3年間、山奥で隠遁生活を送っていた。
そんなスワガーに元軍人で、今も政府や上院議員と強いパイプを持つジョンソン大佐が訪ねてくる。彼曰く、遠距離狙撃による大統領の暗殺計画が発覚し、そこで狙撃地点を前もって割り出すためにスワガーの手を借りたいというものであった。愛国心を焚き付けられ、渋々引き受けたスワガーは、様々な情報からフィラデルフィアで行われるエチオピアの大司教を招いた大統領演説が最も狙撃に適していると指摘する。
演説の当日。現場にジョンソン大佐らと共に張り込んだスワガーであったが、捜査官らは動かず狙撃は実行され、大統領の隣にいた大司教が死亡する。さらにその直後にスワガーは背後から警官に撃たれてしまい、辛うじて脱出に成功する。実はジョンソン大佐らは、はじめからスワガーを大統領暗殺犯に仕立て上げようとしていたのであった。
重傷を負いながらも、エリート海兵隊として積んだ経験や知識から厳重な警察やFBIの捜査網を突破し、スワガーはドニーの恋人だったサラを頼る。サラの協力を取り付けたスワガーは、現場で出くわしたFBIの新人捜査官ニック・メンフィスに連絡を取ろうとする。実は、メンフィスは独自捜査でスワガーが狙撃犯でないと確信しつつあったが、新人であることと変わり者扱いゆえに捜査チームから疎まれ、まともに相手にされていなかった。そのため、ジョンソン大佐らに目を付けられ、自殺に見せかけて殺されかけるも、スワガーに助け出される。陰謀の強大さにメンフィスは、スワガーと行動を共にすることを選択する。
その後、黒幕が大物上院議員のミーチャムであることや、死亡したと思われていた凄腕の狙撃手セルビアックが陰謀に関わっていることを知り、スワガーはメンフィスを観測手として訓練した後、セルビアックの家を襲撃する。制圧されたセルビアックはスワガーに、陰謀の原因はミーチャムが進めるアフリカでの油田開発にあること、その際に数々の村で虐殺を繰り返したこと、それを告発しようとしていた大司教が初めから狙いだったことを明かした上で、更に3年前にドニーを失った潜入作戦すらも、その石油利権が発端であったと話す。そしてセルビアックは自分も利用されているに過ぎないと自殺してしまう。
一方、スワガーが捕まらず苛立つジョンソン大佐は、サラの存在を知って部下のジャックに彼女を誘拐させていた。スワガーとジョンソン大佐は、ミーチャムらの犯罪の証拠となるセルビアックの録音音声とサラの交換を雪山で行なうこととし、大佐は部下を配置して迎え撃つ布陣をとる。だが、スワガーはそれら兵隊達を遠距離狙撃で殲滅し、サラを助け出すも、陰謀の大きさから証拠は自分で破棄した上でミーチャムらは見逃し、FBIに大人しく捕まる。
その後、一時収監されたスワガーは司法長官が主催した席上で自らの無実を証明し、さらにミーチャムやジョンソン大佐を告発する。しかし、証拠不十分で大佐を追い詰めることはできず、大佐は高笑いしながら場を後にする。後日、スワガーは山荘でミーチャムと大佐が談笑していたところを襲撃し皆殺しにした後、車で待っていたサラと逃げるところで物語は終わる。

## 登場人物
ボブ・リー・スワガー
主人公。元アメリカ海兵隊武装偵察部隊所属の前哨狙撃兵。
1000m先のコインに複数発命中させられるほどの精密な狙撃を行う凄腕の狙撃手で、味方の援護やサバイバル技術にも長けたエリート軍人。3年前のエリトリアでの作戦で親友ドニーを失い、その遠因が違法であった任務を隠蔽しようとした上官にあったことから、政府や軍に不審を抱き、間もなく除隊してワイオミング州の山奥で畑と狩りをしながら隠遁生活を送っていた。政府や軍に背を向けているが、愛国心を失ったわけではなく、それをジョンソン大佐らに利用されることとなる。
ニコラス（ニック）・メンフィス
入局して2週間のFBIの新人捜査官。
頼りなさ気な若い男で、大統領警護のため路地で警備に当たっていたところを逃亡中のスワガーに襲われ銃と車を奪われる。この失態や、その後、狙撃事件のおかしな点を追及したために、組織で孤立してしまう。しかし、独自捜査の結果、スワガーが犯人ではないと確信を強めていく。
物語中盤でスワガーと行動を共にするようになると、彼に観測手として訓練させられ、彼をサポートする。
サラ・フェン
ドニーの婚約者で小学校の教師。
ドニー亡き後も気丈に生きる女性。スワガーの突然の訪問を受けるも、彼を信じ、協力する。物語後半でスワガーに対する人質とするため、ジャックに誘拐され酷い目に遭わされるが、最後は自ら彼を射殺して報復する。

### 敵
アイザック・ジョンソン大佐
元軍人で、今も政府機関や軍に影響力を持つ要人。いくつもの秘密の名前と顔を持ち、元軍人で大佐だった事以外の過去は謎に包まれている。
見た目は鷹揚な人物で、愛国心を強調するが、その実は冷酷でアメリカひいては自分たちの権益のためには虐殺も厭わない。ミーチャムと組んで、アフリカで石油パイプラインの建設に反対した村々で虐殺行為しており、その露見を恐れて大統領暗殺に見せかけたエチオピアの大司教暗殺をスワガーを利用して仕組む。
虐殺やスワガー殺害の実行部隊として傭兵の指揮も執る。

チャールズ・F・ミーチャム上院議員
モンタナ州の大物上院議員（6期）。
一連の事件の黒幕で、ジョンソンの協力者であり庇護者。政界の大物として大きな権力を持ち、アフリカでの石油利権でもジョンソンを通して米軍を利用して私腹を肥やす。
巨大複合企業とも深い関わりがあり、通関の査察無しに傭兵と武器を積んだ輸送機を着陸させる等権力を振るう。
ジャック・ペイン
ジョンソン大佐の部下。
粗暴で冷酷無慈悲な性格の男で、ショットガンを愛用する。物語中盤でサラの誘拐を担当し、彼女を痛めつける。終盤の人質交換では、スワガーの狙撃によって銃を持った手を撃たれて負傷し、その後、拳銃を奪ったサラに射殺される。
ミハイロ・セルビアック（マイケル・サンダー）
死亡したと思われていた凄腕の狙撃手。
射距離2000mの狙撃を1発でこなす狙撃手として名の上がるほどの男。冷酷無比でいたぶるように標的を殺し、男女関係なく子供も殺す。かつて廃墟ビルに追い詰められて、迫撃砲とロケット弾でビルごと破壊され死亡したと思われていたが、実は生存しており、ミーチャムらの命令を受けて働いていた。足が悪く、車椅子か松葉づえを利用している。
身体は不自由だがカメラとロボットを組み合わせた遠隔狙撃システムにより、大司教を暗殺する。
スタンリー・ティモンズ巡査
NY市警勤続7年のベテラン警官。
ジョンソン大佐らの協力者の一人で、狙撃直後にスワガーを背後から銃撃し、彼が大統領の狙撃を行ったところを発見したと嘘の報告を行なう。後日、口封じのために強盗の仕業に見せかけて殺害される。

### その他
ドニー・フェン上等兵
アメリカ海兵隊武装偵察部隊所属の観測手で、スワガーの長年連れ添った相棒。故人。
物語冒頭のアフリカでの作戦中に敵の逆襲を受けて死亡する。アメリカに戻れば、サラと新婚生活を送るはずであった。
エチオピアの大司教
自由勲章を授与されるフィラデルフィアの式典で、大統領を狙った狙撃が逸れて死亡する。
式典後にアフリカで起こったパイプライン建設に伴う虐殺と、それにアメリカ政府の一部の人間が関わっていることを大統領に告発しようとしていた。そのためにジョンソン大佐らによって、大統領暗殺に見せかけて、暗殺される。
ミスター・レート
銃器に詳しい伝説的老人。スワガーの訪問を受け、狙撃事件で行われたであろう偽装方法や、スワガー以外に遠距離狙撃が可能な人物としてセルビアックの存在を明かす。
過去にいくつもの陰謀に関わっていたようで、現役時代の思い出話をしながらスワガーの正体を見抜く。
アローデス・ガリンドー
FBI捜査官。メンフィスの上司で、最初は他の者と同じく彼の推理を軽んじていたが、次第に彼の熱意に負けて、一部の捜査を協力する。

## キャスト
※括弧内は日本語吹替
- ボブ・リー・スワガー - マーク・ウォールバーグ（木下浩之）
- ニック・メンフィス - マイケル・ペーニャ（間宮康弘）
- アイザック・ジョンソン大佐 - ダニー・グローヴァー（樋浦勉）
- サラ・フェン - ケイト・マーラ（湯屋敦子）
- ジャック・ペイン - イライアス・コティーズ（佐藤祐四）
- アローデス・ガリンドー - ローナ・ミトラ（沢海陽子）
- ルイス・ドプラー - ジョナサン・ウォーカー（飛田展男）
- ハワード・パーネル - ジャスティン・ルイス（青山穣）
- ラス・ターナー - テイト・ドノヴァン（前島貴志）
- マイケル・サンダー - ラデ・シェルベッジア（大木民夫）
- スタンリー・ティモンズ巡査 - アラン・C・ピーターソン（中村浩太郎）
- チャールズ・F・ミーチャム上院議員 - ネッド・ビーティ（茶風林）
- ドニー・フェン - レイン・ギャリソン（津田英佑）
- ラサート司法長官 - ブライアン・マーキンソン（楠大典）
- ミスター・レート - リヴォン・ヘルム（柳澤愼一）

## ソフト販売
2007年8月10日にBlu-ray Disc版、HD DVD版、DVD版の3フォーマットで同年9月21日の発売がアナウンスされたが、Blu-ray Disc版は発売元のパラマウント映画がHD DVD一本化を表明したことで、8月21日に一旦発売中止が決定した。しかし2008年1月4日にワーナー・ブラザースがHD DVDから完全撤退しBlu-ray Discのみで発売すると発表したことからHD DVD市場が急速に縮小し、2月19日に東芝がHD DVDからの撤退を発表したことでパラマウント映画もBlu-ray Discに復帰し、同年7月25日にBlu-ray Disc版が発売された。

## 作品の評価
Rotten Tomatoesによれば、151件の評論のうち高評価は48%にあたる72件で、平均点は10点満点中5.6点、批評家の一致した見解は「ありえないストーリーでプロットに数多くの穴があるため、『ザ・シューター/極大射程』は他の頭を使わないアクションスリラーとの差別化はできていない。」となっている。
Metacriticによれば、33件の評論のうち、高評価は16件、賛否混在は15件、低評価は2件で、平均点は100点満点中53点となっている。

## テレビドラマ
映画に基づき、ウォールバーグを制作総指揮としたテレビドラマシリーズ『ザ・シューター』が、USAネットワークで2016年11月15日から放送されている。